# 14873 Shoyo
14873 Shoyo este un asteroid din centura principală de asteroizi.

## Descriere
14873 Shoyo este un asteroid din centura principală de asteroizi. A fost descoperit pe 28 octombrie 1990 la Minami-Oda de K. Kawanishi și M. Sugano. Asteroidul prezintă o orbită caracterizată de o semiaxă mare de 2,39 ua, o excentricitate de 0,23 și o înclinație de 8,5° în raport cu ecliptica.